# Irreligião na Noruega
A Noruega é um dos países mais seculares e irreligiosos do mundo.